# テフラ

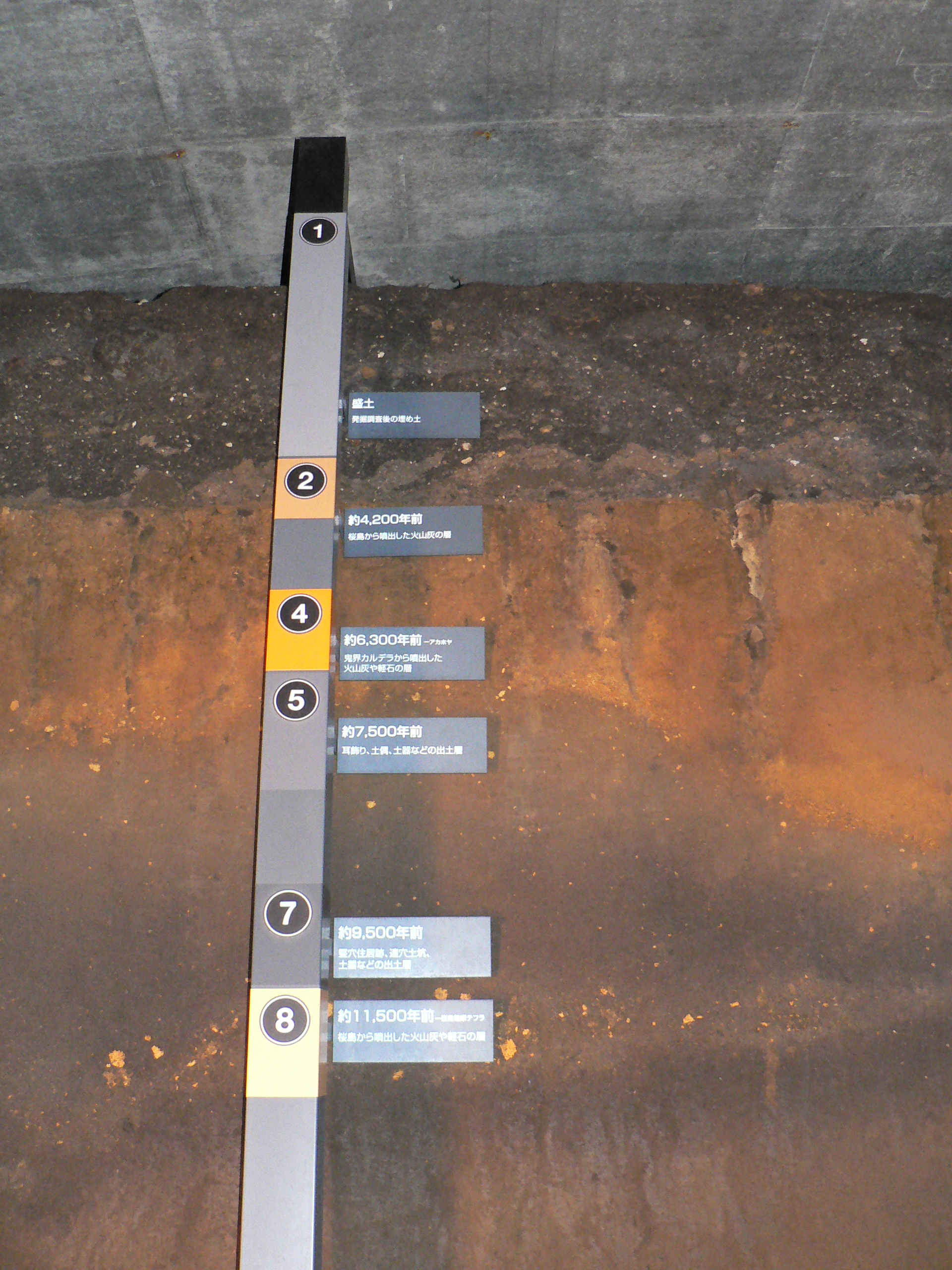
オレンジ色の鬼界アカホヤ火山灰を含む地層、鹿児島県霧島市の上野原遺跡（鬼界カルデラから約120km）にて

テフラ（古代ギリシア語: τέφρα、英: tephra、ギリシャ語で「灰」の意）とは、アイスランドの地質学者シグルズール・ソラリンソンによって定義された語で、火山灰・軽石・スコリア・火砕流堆積物・火砕サージ堆積物などの総称。火山灰などの火山噴出物中のケイ素酸化物 SiO2の組成や含有する微量元素を分析することで、起源となった火山の特定が行われる。また、層厚と堆積面積によって噴火規模を推定する事が可能になる。
ソラリンソンはヘクラ山での研究を通し、1944年に火山灰による地層の対比や編年を行う方法を提唱した。短期に広範囲の地層に痕跡を残す性質を用い、年代測定で噴出時期を求めた各テフラを編年の基準（鍵層）とし、各地の層序を共通の広域テフラによって結び付けていく研究はテフロクロノロジーに発展した。その成果は、噴出元の火山の噴火史を紐解くだけでなく、考古学・古生物学・地史学といった地質時代の研究に利用されている。

## 定義
火山砕屑物とほぼ同義であるが、ある程度広く分布するものに用いられることが多い。狭義には降下したものを指す。しかし学者により厳密な定義に差違が生じており、
1. テフラは降下物に限られる
2. 火砕流堆積物を含むが溶結したものを除く
3. 溶結・非溶結を問わずすべてを含む

などとかなり曖昧である、とする指摘がある。

## テフラの成因と呼称
火山が噴火して噴煙が上がった場合、その噴煙の中にはいろいろな大きさの粒子が含まれている。通常、噴煙は噴出の勢いで広がったり風に流されたりするので、その中の粒子は広い範囲に降下するが、大きい（重い）粒子は火口の近くに、小さい（軽い）粒子ほど遠くに落ちることになる。日本上空では偏西風が吹いているため、高さ12,000m以上まで噴出した場合の広域テフラは噴出源から東に分布する傾向があるが、実際には5,000m以下の風向きの影響を強く受ける。また、高さ30,000mを越える噴煙柱では、風上側にも堆積する。
粒子の大きさと距離の変化は連続的で、しかも同一の噴火でできたものであるため、粒子の大きさだけで分類することには本質的な意味がない。また、噴煙柱の一部が崩壊して火砕流を発生することがあるが、その場合は同一の噴煙から火砕流堆積物と降下物の両方ができることになる（例：シラスと姶良Tn火山灰）。このように同時にできたいろいろな火山砕屑物はひとまとめに扱った方が火山噴火史や周辺の地質一般を調べる上で合理的であるため、総称してテフラと呼ばれるようになった。

## 広域テフラ

アメリカの4つの広域火山灰であるハックルベリー・リッジ・タフ（2.1Ma）、メサ・フォールズ・タフ（1.3Ma）、ビショップ・タフ（767ka）、ラバ・クリーク・タフ（631ka）。比較のためセント・ヘレンズ山の1980年噴火の分布も示す。

9万-8万5千年前の阿蘇4テフラ（Aso-4）

2万9千-2万6千年前の姶良Tnテフラ（AT）

7300年前の幸屋火砕流と鬼界アカホヤテフラ（K-Ah）

特に大規模な噴火が起こった場合、日本全国を覆うほどの規模で火山灰〜軽石が降下し堆積する。このような降下テフラを広域テフラという。広域テフラは1回の噴火で形成されるため、地質年代の基準として重要である。広域の定義は研究者によって異なる。

### 広域テフラを形成する噴火
広域テフラを形成する噴火には大別して2種類あると考えられている。
- 陥没カルデラを形成する大噴火
  - カルデラ周辺に広く火砕流堆積物が形成されると同時に、細粒物質が上空に吹き上げられ広い範囲に降り積もる。
- 大規模なプリニー式噴火
  - カルデラを形成しない場合であっても、噴出物の量が多く上空まで吹き上げられると、偏西風に運ばれて広い範囲に降り積もる。火砕流を伴わないこともある。

### 日本の代表的な広域テフラ
「テフラ名（対応する火砕流）：記号：噴出源：年代」の順に示す。
- 白頭山-苫小牧：B-Tm：白頭山：AD946年
- アカホヤ（幸屋火砕流）：K-Ah, AK：鬼界カルデラ：7,300年前
- 姶良丹沢（入戸火砕流）：AT：姶良カルデラ：3万年前
- 支笏第1：Spfa-1：支笏カルデラ：4.6万年前
- 大山倉吉軽石：DKP：大山：5.5万年前
- Aso-4: Aso-4：阿蘇カルデラ：約8.7万年前
- 鬼界-葛原（長瀬火砕流）：K-Tz：鬼界カルデラ：9.5万年前
- 御嶽第1：Pm-1：御嶽山：10万年前
- 阿多：Ata：阿多カルデラ :10.8万年前
- 洞爺：Toya：洞爺カルデラ：10.9万年前
- 白尾層（湯川テフラ5）：Byk-E：古御嶽：約77万4千年前 - 松山‐ブリュンヌ逆転の直下にあり地磁気逆転の証拠を提供する鍵層であることから、チバニアン（774 - 129ka）開始の基準となった層[8]。
- アズキ火山灰（今市火砕流）：猪牟田カルデラ：90万年前
- ピンク火山灰（耶馬渓火砕流）：猪牟田カルデラ：100万年前
- 恵比須峠-福田：Kd38：穂高：175万年前 - カラブリアン（中期更新世）とジェラシアン（前期更新世）の境界付近。

## ギャラリー

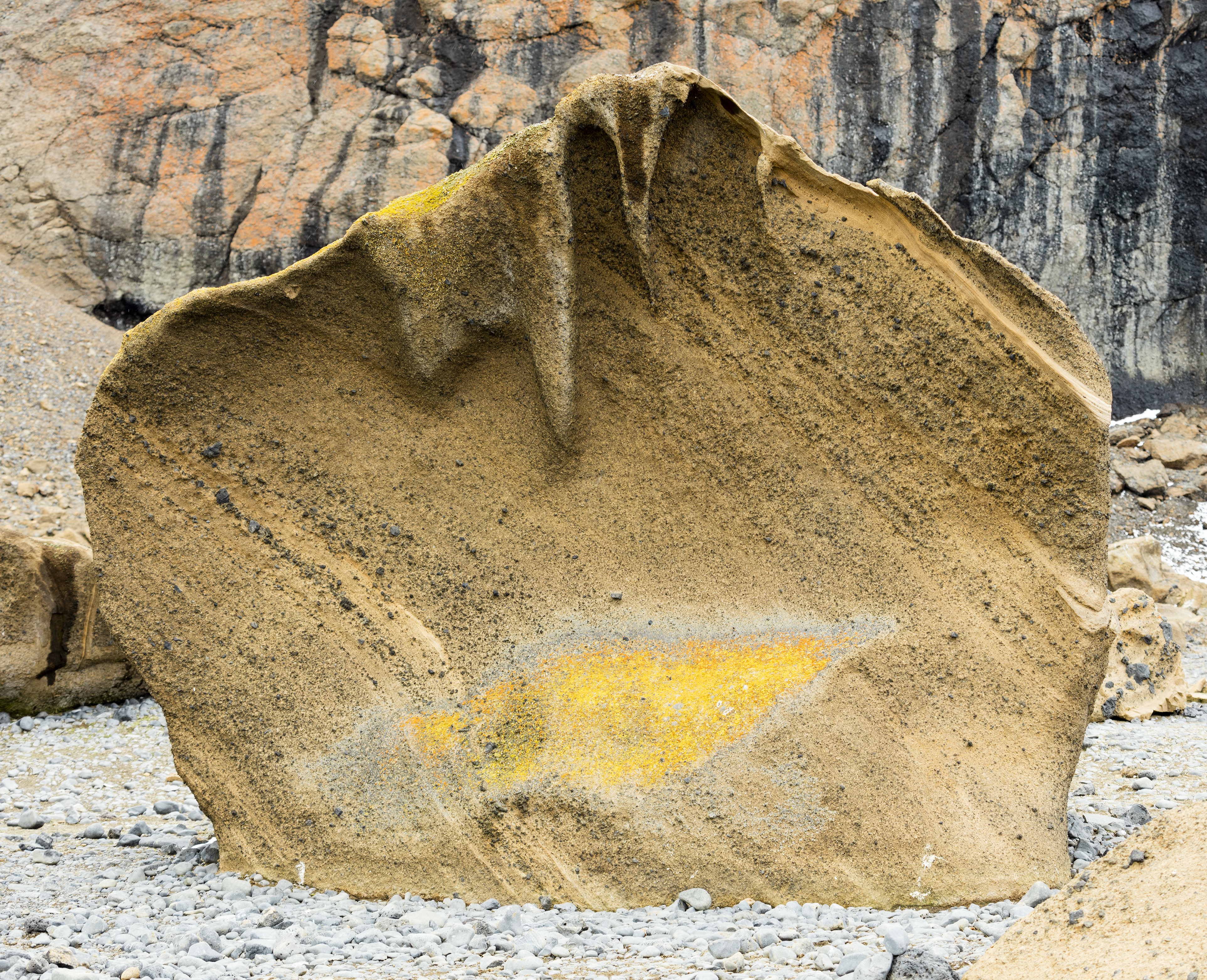
火山のテフラ。Brown Bluff、南極大陸
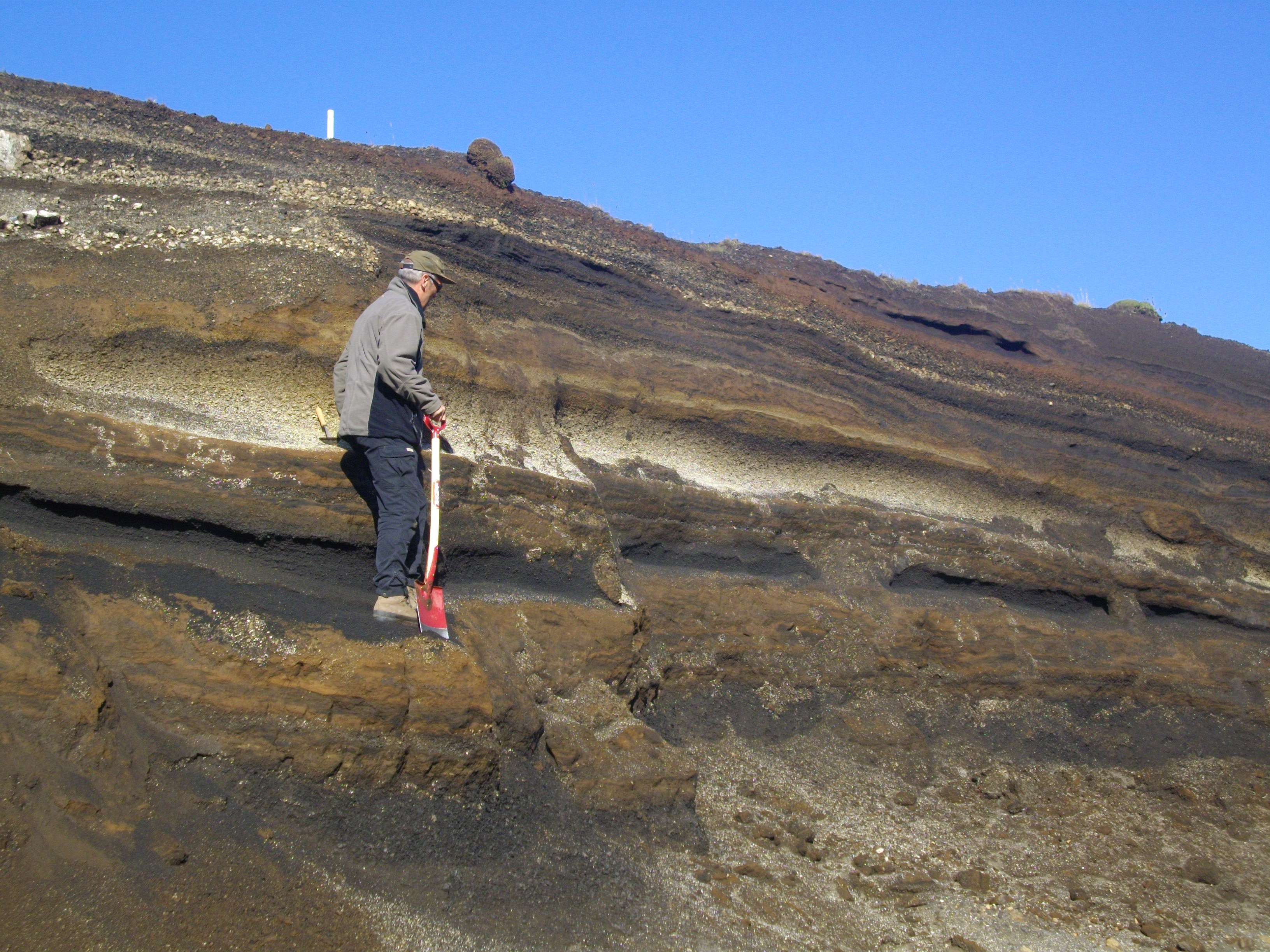
アイスランドで地層を調べる研究者
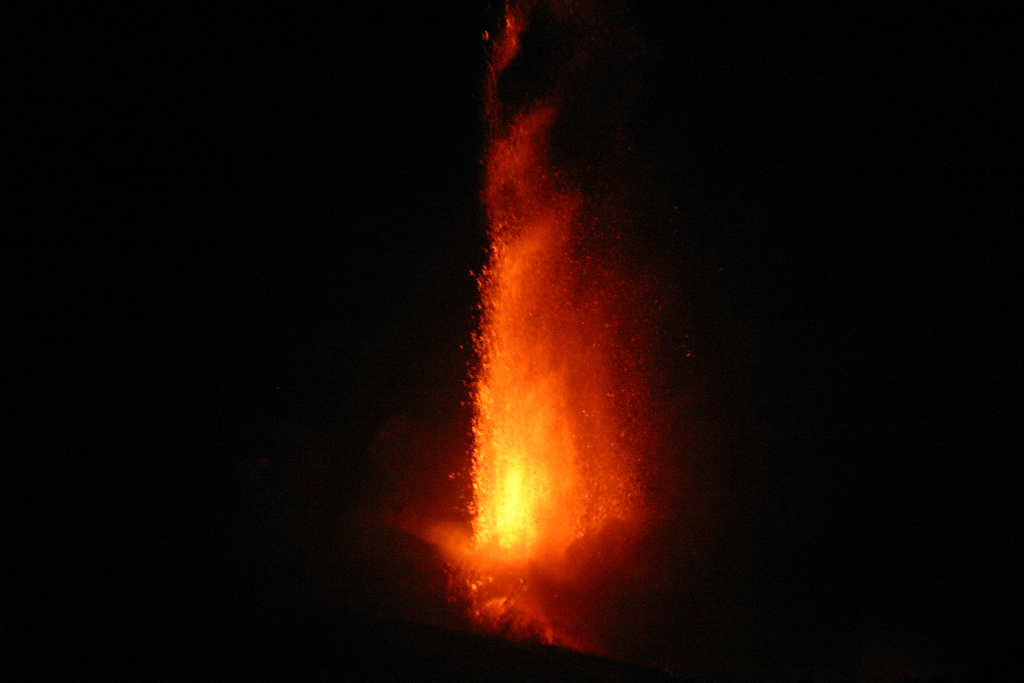
エトナ火山の噴火
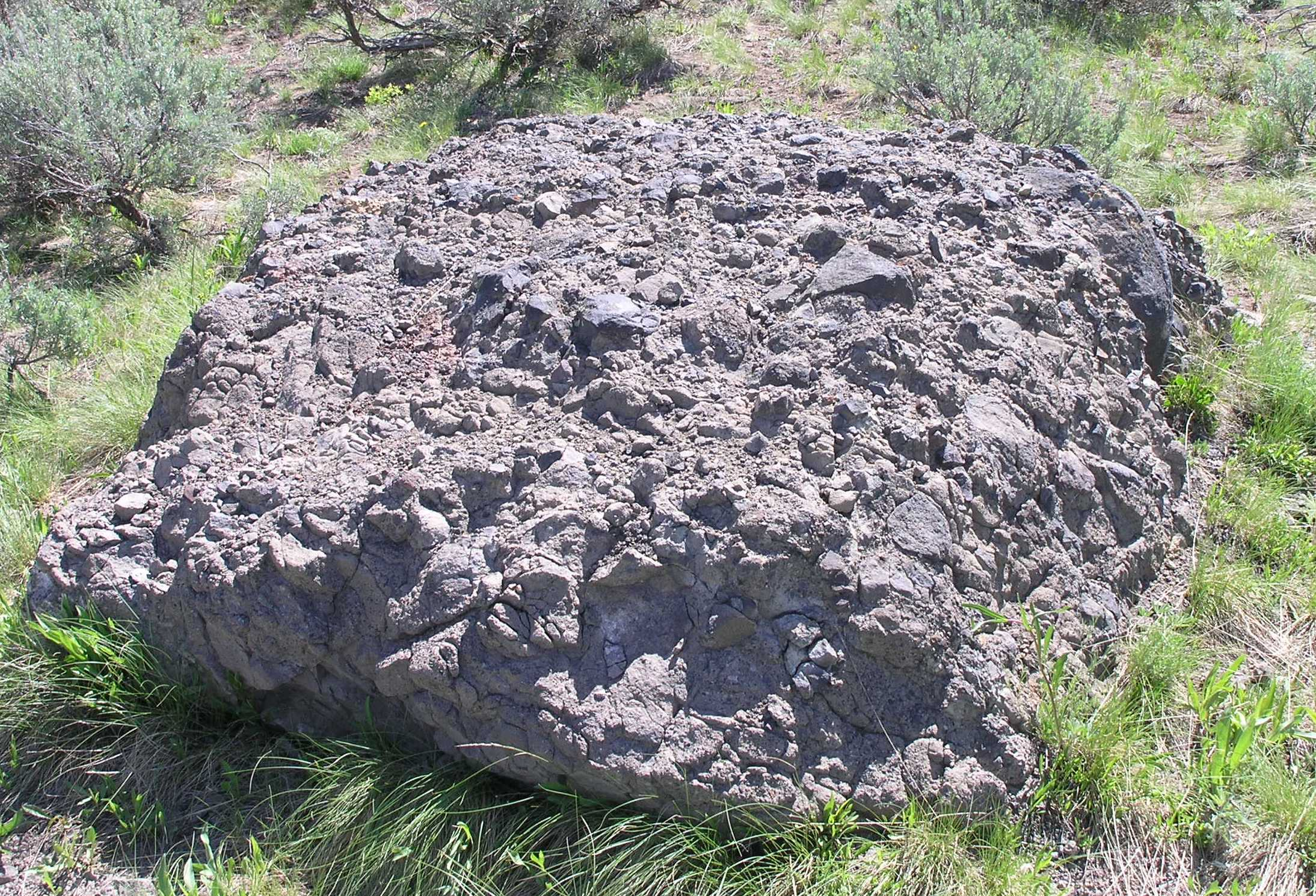
火山の礫岩。ジャクソンホール
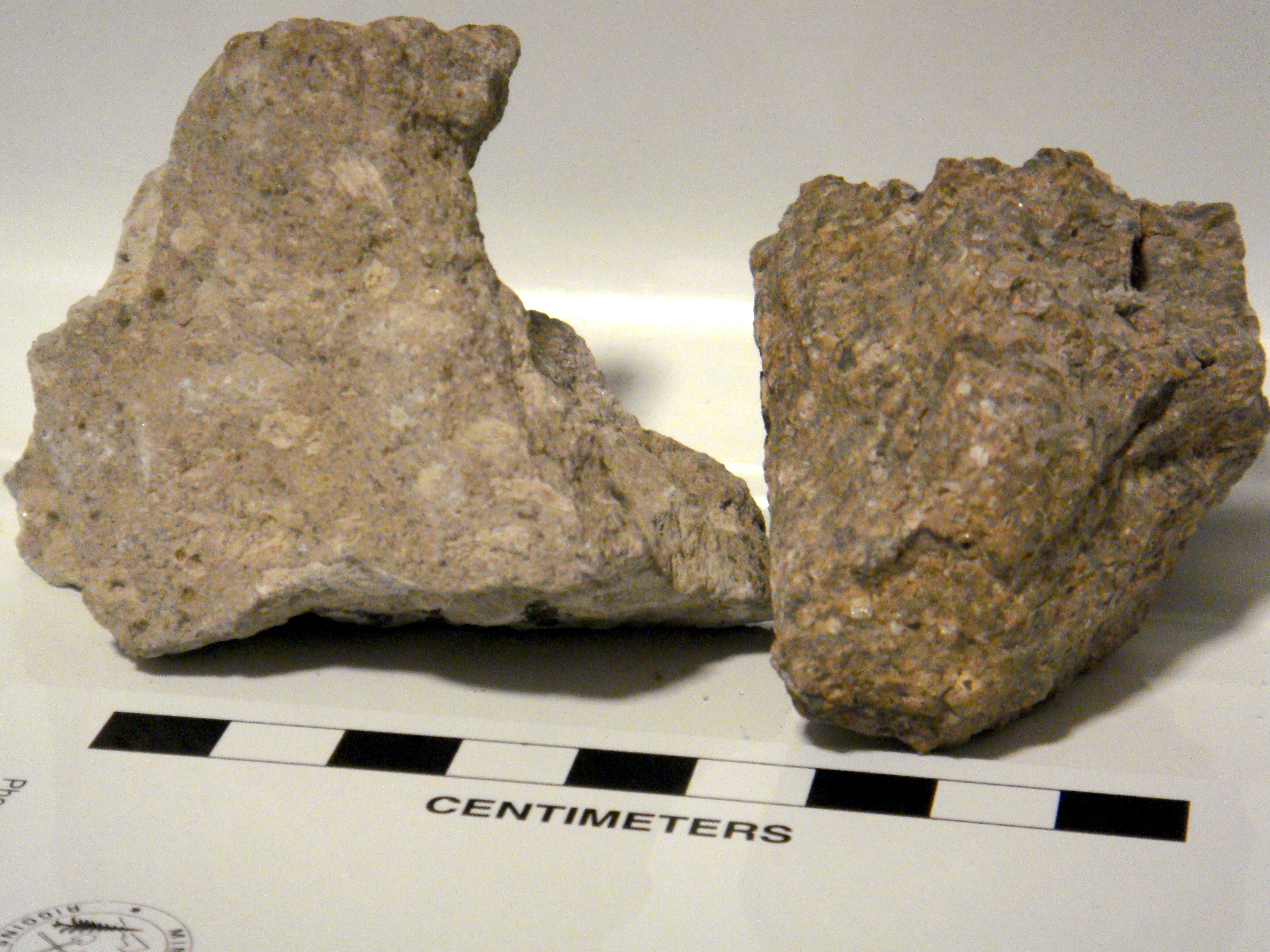
Bishop tuffで採集された標本。左は溶結していない軽石状のもの。右は溶結したものでフィアメ（本質岩片）が見える。